# Arys
Arys (en kazakh : Арыс, en russe : Арыс) est une localité du Kazakhstan-Méridional au sud du Kazakhstan.

## Démographie
Depuis 1959, la population a évolué comme suit:
| Année      | 1959   | 1970   | 1979   | 1989,  | 1999   | 2009   | 2012   |
| ---------- | ------ | ------ | ------ | ------ | ------ | ------ | ------ |
| Population | 22 743 | 26 414 | 27 995 | 33 523 | 34 143 | 37 996 | 40 707 |

## Économie
La localité est à la jonction de deux voies ferrées importantes, la Transaral, aussi connue sous le nom de voie de Tachkent et qui relie Orenbourg (Russie) à Tachkent (Ouzbékistan), et la Turksib, qui joint Tachkent à Novossibirsk (Russie), et qui traverse quatre États : l'Ouzbékistan, le Kirghizistan, le Kazakhstan et la Russie.
La gare d’Arys fut construite vers 1904, sur la Transaral. La localité a préservé quelques bâtiments qui datent de 1902-1905.
En 1932, Arys obtient le statut de commune urbaine et en 1956, celui de ville.
L’économie de la localité est centrée sur l’agriculture (céréales, coton). L'industrie est également présente, en relation avec les activités ferroviaires.